# 籍谈
籍谈（？—？），姬姓，籍氏，名谈，又称籍父，是籍游的儿子，晋国大夫。

## 薳启彊之评
前537年，晋国中军将韩起护送晋女到楚国完婚，上大夫叔向做副手。楚灵王打算让韩起做守门人，阉了叔向让他做内宫司宫，问手下们意向如何，薳启彊反话正说，提及韩起之下有赵成、中行吴、魏舒、范鞅、知盈，叔向之下有祁午、张趯、籍谈、女齐、梁丙、张骼、辅跞、苗贲皇，认为他们都是诸侯能选拔的能人，如果羞辱了晋国，必定招致报复，楚国的大臣们都要做俘虏了。楚灵王认错，要薳启彊别再说了。

## 数典忘祖
前527年十二月，晋国的荀跞到成周去安葬穆后，籍谈担任副使。葬礼结束后，周景王和荀跞除去丧服饮宴，以鲁国进贡的壶作为酒杯。周景王问荀跞：“伯氏，诸侯都有礼器进贡王室，唯独晋国没有，这是为什么？”荀跞向籍谈作揖请他答复。籍谈回答说：“诸侯受封的时候，都从王室接受了明德之器，来镇抚国家，所以能把彝器进献给天子。晋国处在深山，与戎狄为邻，远离王室，天子的威信无法到达，我们拜服戎人都没时间，怎么能进献彝器？”周景王说：“叔氏，你忘了吧！叔父唐叔，是周成王的同胞兄弟，难道反而没有分得赏赐吗？密须之鼓和它的大路战车，是周文王用来大蒐礼检阅军队的。阙巩之甲，是周武王攻克商朝时穿着的铠甲。唐叔接受了这些明德之器，用来居住在境内有着戎人和狄人的晋国地域上。这以后晋文公接受了周襄王所赐的大路、戎路的战车，还有斧钺、黑黍酿造的香酒，红色的弓和勇士，保有南阳的土田，安抚和征伐东边各国，这不是分得的赏赐是什么？有了功勋而不废弃，有了功劳而记载在策书上，用土田来奉养它，用彝器来安抚它，用车马衣服来表彰它，用旌旗来显耀它，子子孙孙不要忘记，这就是所谓福。这种福佑没有被记载，叔父的心哪里去了呢？而且你的高祖孙伯黡当初掌管晋国典籍，以正卿的身份主持国家大事，所以称为籍氏。等到辛有的次子董到了晋国，在这时才有了董氏的史官。你是司典的后裔，为什么忘了呢？”籍谈对答不出。客人退出去以后，周景王说：“籍谈的后代恐怕不能享有禄位了吧！举出了典故却忘记了祖宗。”这就是成语“数典忘祖”的来源。
籍谈回国后，把这些情况告诉叔向。叔向认为周景王恐怕不得善终，作为天子没有服满丧期就饮宴奏乐，是不合于礼的。言语用来考核典籍，典籍用来记载纲常。忘记了纲常而言语很多，举出了典故也没用。

## 平王室
前520年，王子朝发动叛乱，周悼王一方连吃败仗。冬季的十月十三日，籍谈、荀跞率领九州之戎和晋国焦地、瑕地、温地、原地的军队，把周悼王送回王城。十一月十二日，周悼王去世。十六日，周敬王即位，住在子旅氏家里。十二月初七，籍谈、荀跞、贾辛、司马督率领晋国军队分别驻扎在阴地、侯氏、溪泉，社地。